# Köln Hauptbahnhof

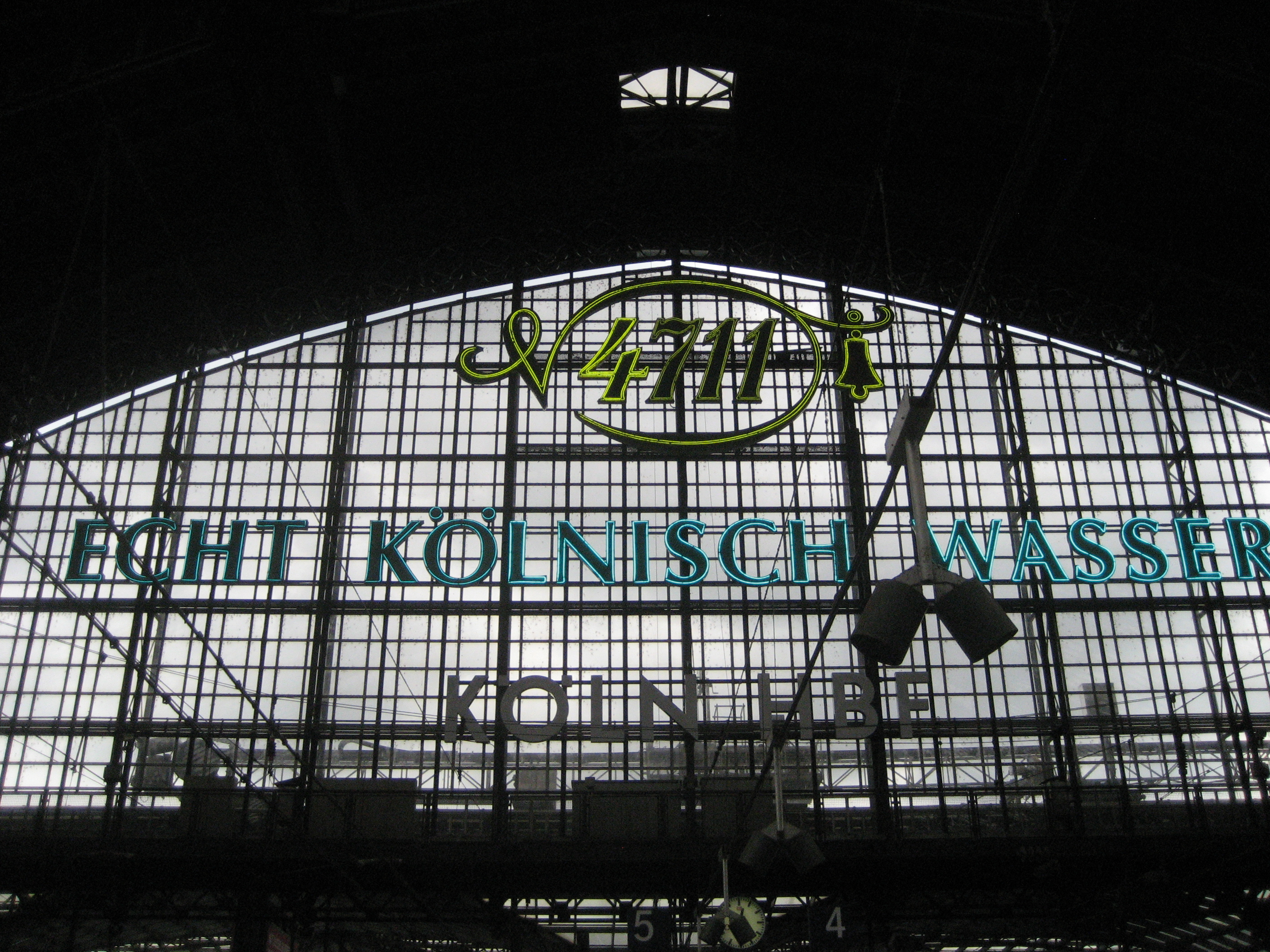

Köln Hauptbahnhof (Köln Hbf) is het centraal station of hoofdstation van de Duitse stad Keulen.
Het station ligt naast de Dom van Keulen op korte afstand van de Rijn en het stadscentrum. In dit station stoppen zowel ICE-, IC- en EC-treinen als alle regionale treinen. Het station heeft 11 perronsporen, een geïntegreerd S-Bahnstation en twee metrostations. Dankzij een tweede spoorbrug over de Rijn rijden er geen goederentreinen door het station.
In het station is sinds 1990 een winkelcentrum geïntegreerd dat wettelijk een speciale status heeft, net zoals de luchthaven van Keulen (vooral wat openingstijden op zondag betreft).

## Geschiedenis

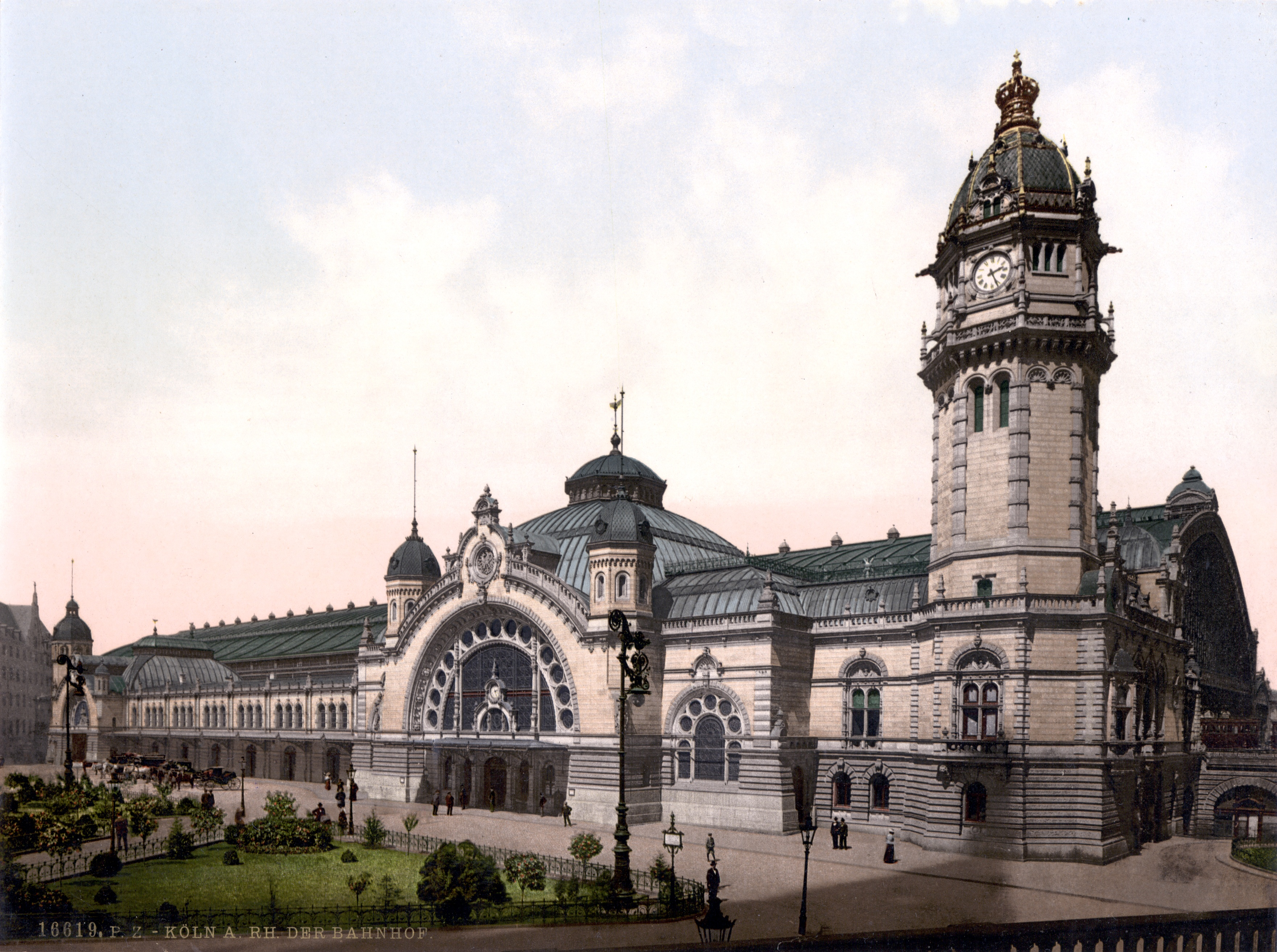
Het station omstreeks 1900

In 1854 werd besloten om in plaats van de toenmalige vijf treinstations in de stad één groot centraal station aan te leggen. In 1859 werd de "Centralbahnhof" geopend, naast de Dom van Keulen met een eigen brug over de Rijn. Dit station bleek gauw te klein.
In 1889 werd het nieuwe "Hauptbahnhof" geopend, op de plaats van het vorige "Centralbahnhof". In de Tweede Wereldoorlog werd het verwoest en tot 1953 duurde de wederopbouw.
In 1968 werd het station uitgebreid met twee U-Bahnstations en in 1991 werd het station uitgebreid met twee S-Bahnperrons.

## Lange-afstandstreinen
Köln Hauptbahnhof is een knooppunt voor het Duitse en internationale treinverkeer met IC, ICE en EC. Vanaf dit station vertrekken dagelijks ruim 1200 treinen en 250.000 reizigers.
Het station ligt slechts 1100 meter van het tweede grote treinstation van Keulen vandaan, Station Köln Messe/Deutz aan de andere Rijnoever in Keulen-Deutz. 

## Regionale functie
Köln Hauptbahnhof is tegelijkertijd een regionaal knooppunt van RegionalExpress-, RegionalBahn- en S-Bahn-lijnen.

## Verkeersafhandeling

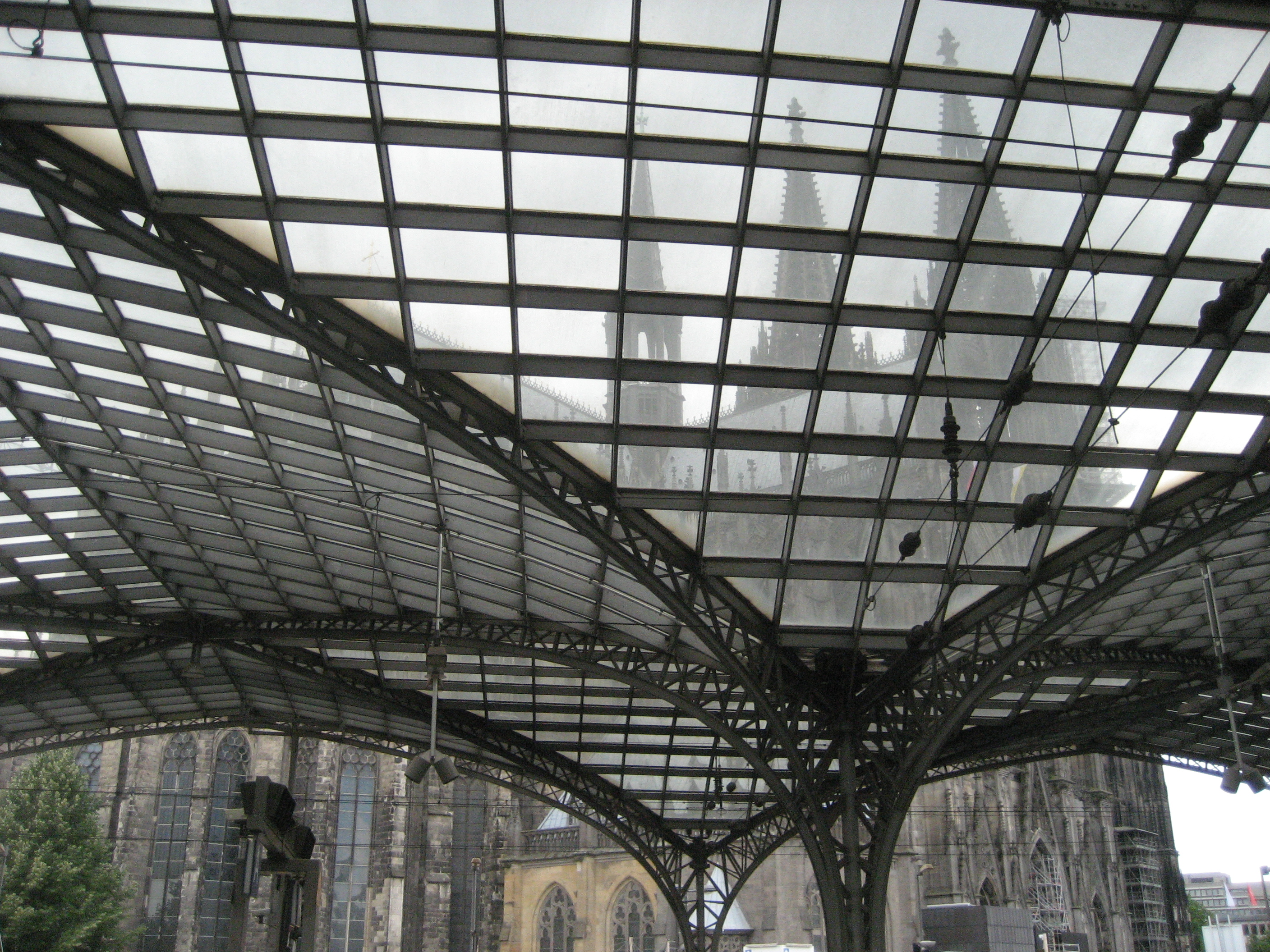
Dak boven de sporen - met de Dom

De sporen zijn ingericht op de verwerking van doorgaande treinen. Met uitzondering van de S-Bahnsporen aan de noordkant, zijn de sporen per richting gesplitst. De zuidelijke sporen worden gebruikt voor de treinen naar de zessporige Hohenzollernbrücke over de Rijn. De treinen in westelijke richting gebruiken de noordelijke sporen en de weinige treinen die keren gebruiken de middensporen van het station. Aan de westzijde van het sporencomplex zijn er gescheiden verbindingen (richting west / hoog, richting oost /laag) op alle aansluitende spoorlijnen, zodat er geen kruisende treinbewegingen zijn. Deze richtingscheiding wordt gehandhaafd tot voorbij het station Köln-Deutz. De S-bahnsporen worden naast de S-bahn gebruikt voor lokale treinen en doen niet mee met de richtingsscheiding.
Voor het snelle Noord-Zuid langeafstandverkeer is er het probleem dat zowel de HSL naar Frankfurt als de IC lijnen naar Düsseldorf en Wuppertal zich aan de oostkant van de Rijn bevinden. Deze treinen moeten of keren in Köln Hauptbahnhof of doorrijden en langs de ringlijn en de Südbrücke de Rijn terug oversteken. Beide oplossingen leiden tot een verhoogde reistijd. Om dergelijk tijdverlies stoppen sommige langeafstandstreinen alleen in Köln-Deutz op doorgaande Noord-Zuidsporen/perrons.
De goederentreinen gebruiken de Südbrücke en komen niet langs het Hauptbahnhof.

## Metro "U-Bahn" en ondergrondse stoptreinen
Voor en achter het station liggen twee metrostations van de Stadtbahn Köln, "Dom/Hauptbahnhof" en "Breslauer Platz/Hauptbahnhof" (het laatste station is compleet herbouwd en sinds december 2011 weer geopend), die geëxploiteerd worden door het stedelijke vervoersbedrijf KVB. De trajecten Rheinuferbahn en Vorgebirgsbahn zijn officiële treintrajecten met "Kursbuch-Nummer"s en rijden sinds 1978 en 1986 onder Köln Hbf door.

## Overig verkeer
Aan de achterkant en zijkant van het station staat het centrale busstation van Keulen.

## Evenementen
Het station Köln Hbf heeft een eigen evenementenhal, "Alter Wartesaal", het oude wachtlokaal van 1915 in Jugendstil.
De hallen in twee verdiepingen worden sinds de jaren 80 regelmatig gebruikt als restaurant, discotheek, concerthal, voor ballet, tv-shows, kunsttentoonstellingen, modeshows, theater en kleinkunst en voor galashows en kleinere beurzen.

## Treinverbindingen
Köln Hauptbahnhof wordt aangedaan door de volgende treinseries:
| Serie      | Treinsoort                          | Route | Bijzonderheden                                                                                          |
| ---------- | ----------------------------------- | --- | --- |
| RE 1 (RRX) | Regional-Express (National Express) | Aachen Hbf – Stolberg (Rheinl) Hbf – Eschweiler Hbf – Düren – Köln Hbf – Düsseldorf Hbf – Duisburg Hbf – Essen Hbf – Dortmund Hbf – Hamm (Westf)                                            | NRW-Express                                                                                             |
| RE 5 (RRX) | Regional-Express (National Express) | Wesel – Oberhausen Hbf – Duisburg Hbf – Düsseldorf Hbf – Köln Hbf – Bonn Hbf – Remagen – Andernach – Koblenz Hbf                                                                            | Rhein-Express                                                                                           |
| RE 6 (RRX) | Regional-Express (National Express) | Köln/Bonn Luchthaven – Köln Hbf – Neuss Hbf – Düsseldorf Hbf – Duisburg Hbf – Essen Hbf – Bochum Hbf – Dortmund Hbf – Hamm Hbf – Gütersloh Hbf – Bielefeld Hbf – Minden (Westf)             | Rhein-Weser-Express                                                                                     |
| RE 7       | Regional-Express (National Express) | Rheine – Münster (Westf) Hbf – Hamm (Westf) – Hagen Hbf – Wuppertal Hbf – Solingen Hbf – Köln Hbf – Neuss Hbf – Krefeld Hbf                                                                 | Rhein-Münsterland-Express                                                                               |
| RE 8       | Regional-Express (DB Regio NRW)     | Mönchengladbach Hbf – Rheydt Hbf – Grevenbroich – Köln Hbf – Porz (Rhein) – Bonn-Beuel – Unkel – Koblenz Hbf                                                                                | Rhein-Erft-Express                                                                                      |
| RE 9       | Regional-Express (DB Regio NRW)     | Aachen Hbf – Stolberg (Rheinl) Hbf – Eschweiler Hbf – Düren – Köln Hbf – Siegburg/Bonn – Hennef (Sieg) – Eitorf – Siegen                                                                    | Rhein-Sieg-Express                                                                                      |
| RE 12      | Regional-Express (DB Regio NRW)     | Köln Messe/Deutz – Köln Hbf – Erftstadt – Euskirchen – Nettersheim – Jünkerath – Gerolstein – Bitburg-Erdorf – Trier Hbf                                                                    | Eifel-Mosel-Express Enkele treinen per dag                                                              |
| RE 22      | Regional-Express (DB Regio NRW)     | Köln Messe/Deutz – Köln Hbf – Erftstadt – Euskirchen – Nettersheim – Jünkerath – Gerolstein                                                                                                 | Eifel-Express                                                                                           |
| RB 24      | Regionalbahn (DB Regio NRW)         | Köln Messe/Deutz – Köln Hbf – Erftstadt – Euskirchen – Nettersheim – Jünkerath – Gerolstein                                                                                                 | Eifel-Bahn                                                                                              |
| RB 25      | Regionalbahn (DB Regio NRW)         | Köln Hansaring – Köln Hbf – Rösrath – Overath – Dieringhausen – Gummersbach – Meinerzhagen – Brügge (Westf) – Lüdenscheid                                                                   | Oberbergische Bahn Köln-Engelskirchen 2x per uur, 1x per uur van/naar Lüdenscheid                       |
| RB 26      | Regionalbahn (Trans regio)          | Köln Messe/Deutz – Köln Hbf – Brühl – Bonn Hbf – Bonn-Bad Godesberg – Rolandseck – Remagen – Andernach – Koblenz Hbf – Boppard Hbf – Oberwesel – Bingen (Rhein) Hbf – Ingelheim – Mainz Hbf | MittelrheinBahn                                                                                         |
| RB 27      | Regionalbahn (DB Regio Südwest)     | Mönchengladbach Hbf – Rheydt Hbf – Rommerskirchen – Köln Hbf – Troisdorf – Bonn-Oberkassel – Bad Honnef (Rhein) – Erpel (Rhein) – Koblenz Hbf                                               | Rhein-Erft-Bahn                                                                                         |
| RB 38      | Regionalbahn (DB Regio NRW)         | Köln Messe/Deutz – Köln Hbf – Quadrath-Ichendorf – Bergheim (Erft) – Bedburg (Erft) | Erft-Bahn                                                                                               |
| RB 48      | Regionalbahn (National Express)     | Wuppertal-Oberbarmen – Wuppertal Hbf – Solingen Hbf – Köln Messe/Deutz – Köln Hbf – (Brühl – Bonn Hbf – Bonn-Bad Godesberg – Bonn-Mehlem)                                                   | Rhein-Wupper-Bahn 2x per uur Wuppertal-Köln, 1x per uur van/naar Bonn-Mehlem                            |
| S 6        | S-Bahn (DB Regio NRW)               | Köln-Worringen – Köln-Nippes – Köln Hbf – Langenfeld (Rhld) – Düsseldorf-Benrath – Düsseldorf Hbf – Ratingen Ost – Essen Hbf                                                                | Dienstregeling S6 geldig vanaf 10-12-2023                                                               |
| S 11       | S-Bahn (DB Regio NRW)               | Düsseldorf Luchthaven Terminal – Düsseldorf Hbf – Neuss Hbf – Norf – Nievenheim – Dormagen – Köln Hbf – Bergisch Gladbach                                                                   | Dienstregeling S11 geldig vanaf 10-12-2023                                                              |
| S 12       | S-Bahn (DB Regio NRW)               | Horrem – Köln-Ehrenfeld – Köln Hbf – Porz-Wahn – Troisdorf – Siegburg/Bonn – Hennef (Sieg) – Eitorf – Au (Sieg)                                                                             | Dienstregeling S12 geldig vanaf 10-12-2023                                                              |
| S 19       | S-Bahn (DB Regio NRW)               | (Aachen Hbf – ) Düren – Horrem – Köln-Ehrenfeld – Köln Hbf – Köln/Bonn Luchthaven – Troisdorf – Siegburg/Bonn – Hennef (Sieg) – Eitorf – Au (Sieg)                                          | Rijdt alleen twee keer per nacht tussen Aachen Hbf en Düren. Dienstregeling S19 geldig vanaf 10-12-2023 |